# EuroBillTracker
EuroBillTracker (EBT) ist ein internationales und nichtkommerzielles Projekt, das die weltweite Wanderung der Eurobanknoten untersucht. Hierzu geben die Benutzer auf der Website eurobilltracker.com Seriennummer und Druckereicode ihrer Banknoten ein sowie den Ort, an dem sie diese erhalten haben.
Der Name setzt sich zusammen aus der Währung Euro sowie den Begriffen Bill (AE: Banknote) und Tracker (engl.: Fährtenleser, Verfolger). Das Einpflegen von Banknoten in die EBT-Datenbank wird im Deutschen allgemein als tracken bezeichnet. Wurde ein Schein von mehr als einem Nutzer erfasst, spricht man von einem Treffer oder Hit.
Inspiriert wurde das Projekt von Where’s George, einer ähnlichen Website in den USA.

## Beschreibung
Durch die Verbindung von Wertstufe und Seriennummer ist jede Banknote ein Unikat. Die Wanderung eines Geldscheins lässt sich nachvollziehen, sobald mindestens zwei Personen seine Daten zusammen mit Zeit- und Ortsangabe erfasst haben. EBT berechnet daraus, wie viele Kilometer (Luftlinie) dieser Schein in welcher Zeit zurückgelegt hat, stellt die Wanderung auf einer Landkarte dar und bereitet das Ergebnis statistisch auf. Außerdem entschlüsselt die Seite bei jedem Eintrag, in welcher Druckerei und für welches Land der Schein gedruckt wurde.
Daneben gibt es zahlreiche Statistiken und Ranglisten, z. B. über die aktivsten User, Städte, Regionen und Länder, über deren Entwicklung im Laufe der Zeit oder darüber, welche Geldscheine die längsten Strecken zurückgelegt haben. Da jedem Land ein eigener Bereich von Seriennummern zugeordnet ist, informiert EBT auch über die Durchmischung der Banknoten und weist seit Januar 2002 monatlich aus, wie sich die in jedem Land der Eurozone erfasste Menge an Geldscheinen auf die verschiedenen nationalen Nummernbereiche verteilt.
Da die Diffusion der Banknoten den gleichen mathematischen Regeln wie die Ausbreitung von Teilchen oder Krankheiten folgt, dient EBT nicht nur als Hobby, sondern auch als Datenquelle für wissenschaftliche, insbesondere physikalische Untersuchungen.

## Übersicht
Im Dezember 2018 waren über 189.000 Teilnehmer registriert und mehr als 182 Millionen Banknoten mit einem Gesamtwert von über 3,35 Milliarden Euro erfasst. Über 1,05 Millionen dieser Einträge, statistisch gesehen also etwa jeder 173te, ist ein Treffer.
Die meisten Benutzer kommen aus Finnland. Dort gibt es auch die meisten Treffer, obwohl die mit Abstand meisten Scheine in Deutschland eingegeben werden. Außerhalb der Eurozone ist die Schweiz das aktivste Land und bekleidet einen höheren Ranglistenplatz als Zypern, welches den Euro als offizielle Währung verwendet.
Im internationalen Vergleich der Städte führt Wien mit großem Abstand und über 6,8 Millionen Einträgen. Mit jeweils über 1 Million Einträgen sind Berlin, Bochum, Frankfurt am Main, Groningen, Hagen, Helmbrechts, Helsinki, Hilden, Klagenfurt, Kouvola, Laibach, München, Nürnberg, Tampere und Lissabon weitere Hochburgen des Projekts. (Stand: 3. August 2015)

## Gemeinschaft
Obgleich das Tracken der Banknoten weitgehend anonym erfolgt (für die Registrierung genügt eine E-Mail-Adresse), hat sich über das zugehörige Internetforum eine aktive Community entwickelt.
Seit 2004 findet jedes Jahr mindestens ein großes internationales Treffen (EBTM) in einer europäischen Metropole statt, dessen Austragungsort von den Mitgliedern bestimmt wird. Für das Sommer-Treffen 2011 wurde Barcelona gewählt. Die Ausrichtung des Treffens anlässlich des zehnjährigen Bestehens von EBT im Jahr 2012 fand in Frankfurt am Main statt. 2013 hat Rotterdam das Sommer-Treffen ausgerichtet. Zusätzlich gibt es europaweit in unregelmäßigen Abständen nationale und regionale Treffen sowie diverse Stammtische, die von Mitgliedern vor Ort organisiert werden.
Mit der Gründung des gemeinnützigen Vereins European Association of EuroBillTrackers als Betreiber von EBT wurde das Projekt auf eine breitere Basis gestellt. Wer es mitgestalten möchte, hat die Möglichkeit, dem Verein beizutreten. Der Jahresbeitrag dient in erster Linie dazu, das Webhosting zu finanzieren.
Unabhängig von einer förmlichen Mitgliedschaft stehen sämtliche Funktionen von EBT allen Benutzern kostenfrei zur Verfügung.

## Statistik

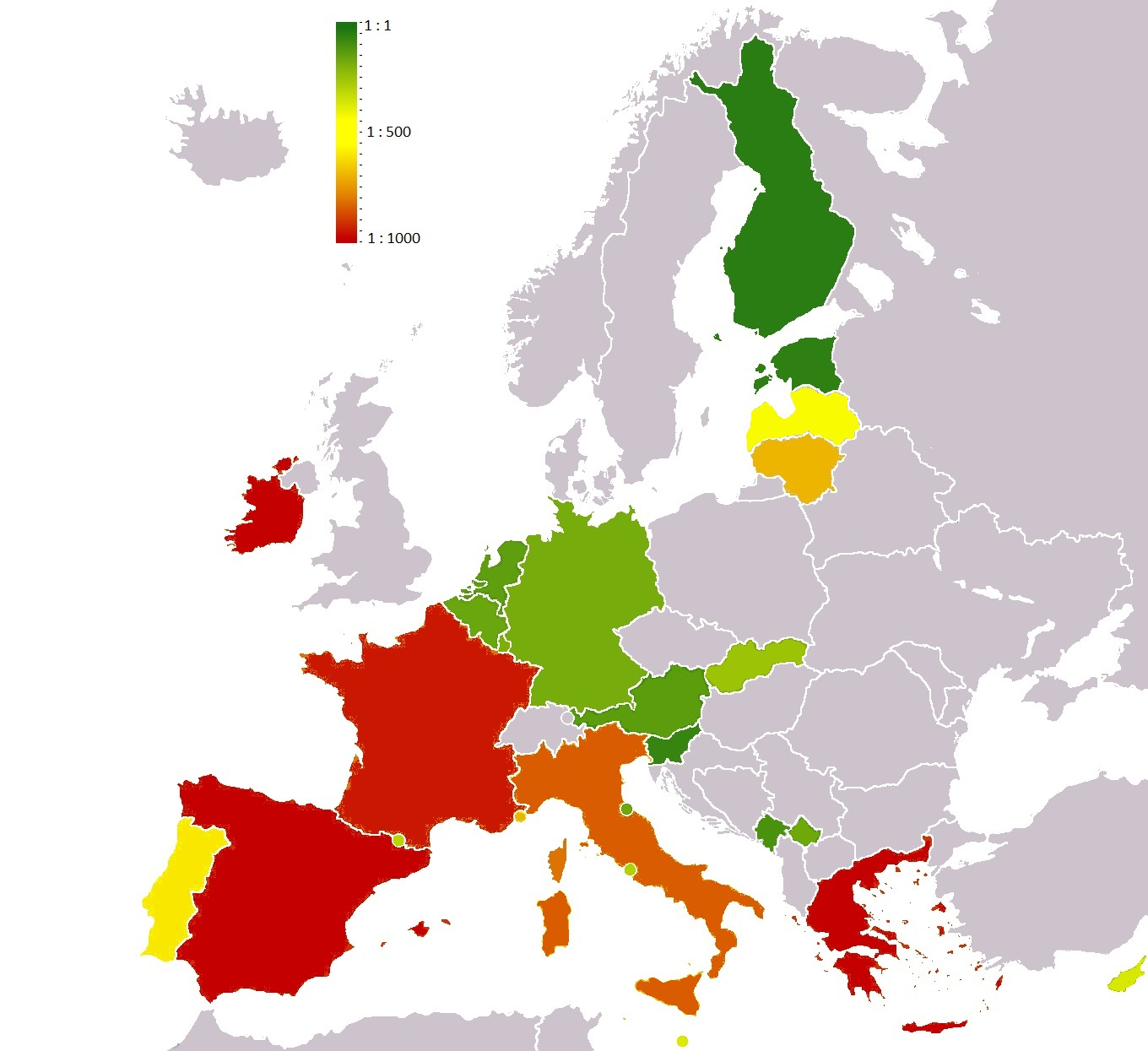
Statistik über die Wahrscheinlichkeit eines Treffers. Grün zeigt eine höhere Wahrscheinlichkeit an. (Stand: Juni 2011)

Die folgende Tabelle stellt die Zahl der eingegebenen Scheine, die Zahl der erzielten Treffer und die Trefferwahrscheinlichkeit in den Jahren 2002 bis 2023 dar. Die Trefferquote ist dabei als Quotient aus Zahl der Treffer geteilt durch die Zahl der eingegebenen Scheine definiert. Die Trefferwahrscheinlichkeit ist, wie das rechte Bild zeigt, regional unterschiedlich. Länder mit einer hohen Anzahl eingegebener Scheine (wie beispielsweise Finnland, Niederlande oder Belgien) weisen eine deutlich höhere Trefferwahrscheinlichkeit auf im Vergleich mit Ländern, die nur eine niedrige Eingaberate besitzen (beispielsweise Griechenland oder Irland).
| Rang Trefferwahrscheinlichkeit | Eingabeland  | Anzahl gesamt eingebener Scheine | Anzahl Treffer | Anteil eingebener Scheine | Anteil der Treffer |
| ------------------------------ | ------------ | -------------------------------- | -------------- | ------------------------- | ------------------ |
| 1                              | Finnland     | 23.876.658                       | 418.499        | ▲10,96 %                  | ▲17,52 %           |
| 2                              | Estland      | 1.192.163                        | 16.187         | ▲0,54 %                   | ▲13,57 %           |
| 3                              | Slowenien    | 4.859.724                        | 53.752         | ▼2,23 %                   | ▼1,10 %            |
| 4                              | Österreich   | 22.265.094                       | 190.897        | ▲10,22 %                  | ▼0,85 %            |
| 5                              | Belgien      | 25.943.088                       | 198.323        | ▲11,91 %                  | ▲0,76 %            |
| 6                              | Niederlande  | 21.442.488                       | 156.184        | ▼9,85 %                   | ▼0,72 %            |
| 7                              | San Marino   | 6.421                            | 39             | 0,00 %                    | ▲0,60 %            |
| 8                              | Luxemburg    | 257.698                          | 1.501          | ▼0,11 %                   | ▼0,58 %            |
| 9                              | Deutschland  | 69.719.798                       | 405.630        | ▼32,02 %                  | ▼0,58 %            |
| 10                             | Slowakei     | 1.857.267                        | 9.448          | ▲0,85 %                   | ▲0,50 %            |
| 11                             | Kroatien     | 31.351                           | 153            | ▲0,01 %                   | ▲0,48 %            |
| 12                             | Litauen      | 1.514.069                        | 6.898          | ▲0,69 %                   | ▲0,45 %            |
| 13                             | Lettland     | 328.556                          | 1.402          | ▲0,15 %                   | ▲0,45 %            |
| 14                             | Vatikanstadt | 6.392                            | 23             | 0,00 %                    | ▼0,35 %            |
| 15                             | Zypern       | 63.249                           | 227            | ▲0,02 %                   | ▲0,35 %            |
| 16                             | Andorra      | 30.770                           | 103            | ▼0,01 %                   | ▼0,33 %            |
| 17                             | Malta        | 1.493.179                        | 330            | ▼0,06 %                   | ▲0,23 %            |
| 18                             | Monaco       | 150.144                          | 227            | ▼0,02 %                   | ▼0,21 %            |
| 19                             | Portugal     | 9.617.148                        | 18.486         | ▲4,41 %                   | ▲0,19 %            |
| 20                             | Frankreich   | 9.954.645                        | 14.748         | ▼4,57 %                   | ▼0,14 %            |
| 21                             | Italien      | 12.735.906                       | 18.606         | ▲5,58 %                   | ▼0,14 %            |
| 22                             | Griechenland | 1.254.405                        | 1.662          | ▼0,57 %                   | ▼0,13 %            |
| 23                             | Irland       | 1.745.758                        | 2.081          | ▼0,80 %                   | ▼0,11 %            |
| 24                             | Spanien      | 7.312.652                        | 8.205          | ▲3,35 %                   | ▼0,11 %            |

Chronologische Änderung der Treffer und Trefferrate von 2002 bis 2016:
| Jahr | Scheine    | Treffer | Trefferwahrscheinlichkeit |
| ---- | ---------- | ------- | ------------------------- |
| 2002 | 531.074    | 159     | 1:3340                    |
| 2003 | 1.016.350  | 596     | 1:1706                    |
| 2004 | 3.321.014  | 5.896   | 1:563                     |
| 2005 | 7.375.260  | 31.057  | 1:237                     |
| 2006 | 10.844.379 | 50.454  | 1:215                     |
| 2007 | 13.704.577 | 70.878  | 1:193                     |
| 2008 | 14.823.733 | 93.255  | 1:159                     |
| 2009 | 16.186.605 | 115.851 | 1:140                     |
| 2010 | 15.165.551 | 107.220 | 1:141                     |
| 2011 | 14.707.014 | 101.340 | 1:145                     |
| 2012 | 14.223.782 | 93.998  | 1:151                     |
| 2013 | 13.666.081 | 64.281  | 1:213                     |
| 2014 | 13.016.118 | 70.080  | 1:186                     |
| 2015 | 12.484.716 | 76.341  | 1:164                     |
| 2016 | 11.852.885 | 74.192  | 1:160                     |

Da von den Teilnehmern bevorzugt Banknoten mit niedrigen Wertstufen eingegeben werden, ist die Trefferwahrscheinlichkeit für diese Scheine am höchsten (Stand 1. Januar 2017):
| Wertstufe | Scheine    | Treffer | Trefferwahrscheinlichkeit |
| --------- | ---------- | ------- | ------------------------- |
| 5 €       | 66.789.184 | 563.931 | 1:118                     |
| 10 €      | 39.040.248 | 175.737 | 1:222                     |
| 20 €      | 33.295.763 | 156.012 | 1:213                     |
| 50 €      | 20.116.595 | 39.384  | 1:511                     |
| 100 €     | 2.802.791  | 3.273   | 1:856                     |
| 200 €     | 337.710    | 584     | 1:578                     |
| 500 €     | 549.298    | 624     | 1:880                     |

| Rang | Stadt       | Anzahl Beiträge | Prozentualer Anteil an allen Beiträgen |
| ---- | ----------- | --------------- | -------------------------------------- |
| 1    | Wien        | 8.452.784       | ▼3,86 %                                |
| 2    | Berlin      | 5.295.815       | ▲2,41 %                                |
| 3    | Hagen       | 3.217.304       | ▼1,46 %                                |
| 4    | Helsinki    | 3.061.270       | ▲1,39 %                                |
| 5    | Nürnberg    | 2.795.579       | ▼1,27 %                                |
| 6    | Klagenfurt  | 2.788.017       | ▲1,27 %                                |
| 7    | Groningen   | 2.687.124       | ▼1,22 %                                |
| 8    | Helmbrechts | 2.435.133       | ▲1,11 %                                |

## Geschichte
EBT wurde von dem französischen Programmierer Philippe Girolami (Giro) gestartet und ist seit der Euro-Bargeldeinführung am 1. Januar 2002 aktiv. Der erste Eintrag erfolgte um 2:56 Uhr in Paris. Der erste Schein aus dem deutschsprachigen Raum wurde am 8. Januar in Hamburg eingegeben, zuvor gab es bereits erste Aktivitäten in Belgien (5. Januar) und den Niederlanden (7. Januar).
Seit 2003 betreibt Anssi Johansson (Avij) die Seite, die seit 2005 mit zusätzlicher Unterstützung von Marko Schilde (Nerzhul) weiterentwickelt wird. Die Webmaster werden durch eine Reihe aktiver Anwender unterstützt, die sich um Übersetzungen, die Verwaltung des Forums, E-Mail-Support und zahlreiche andere Aufgaben kümmern. Im Laufe der Zeit wurden von Nutzern der Seite zusätzliche Programme entwickelt, mit denen sich weitreichende persönliche Statistiken generieren lassen oder die den eigenen Datenbestand nach Einträgen filtern, die für diverse Spiele im EBT-Forum von Interesse sind.
Im September 2005 umfasste EBT nach einem Eintrag aus Lüttich zehn Millionen registrierte Banknoten und veröffentlichte aus diesem Anlass eine offizielle Presseerklärung in acht Sprachen.
Zu einem Konflikt kam es am 24. Dezember 2007, als die Domain www.eurobilltracker.com von Philippe Girolami auf einen neuen Server umregistriert wurde, auf den die beiden anderen Webmaster keinen Zugriff hatten und wohin zuvor ohne deren Wissen die gesamte Website samt Datenbank kopiert worden war. Dem vorausgegangen war, dass Girolami beabsichtigte, das Projekt durch Werbebanner zu kommerzialisieren, was von den beiden anderen Webmastern nicht gebilligt worden war. Daraufhin reaktivierten Johansson und Schilde den bisherigen Server unter der neuen Domain www.eurobilltracker.eu. Somit bestanden vorübergehend zwei getrennte Versionen des Projekts, wobei die freiwilligen Mitarbeiter angekündigt hatten, nur an der Version unter der .eu-Adresse mitzuarbeiten.
In der folgenden Auseinandersetzung verwies Girolami auf seinen Status als Domain-Inhaber und Schöpfer von EBT, während die Gegenseite argumentierte, dass dieser sich seit Jahren nicht mehr um das Projekt gekümmert hatte, die Website seitdem allein von Johansson betrieben und finanziert worden war und der überwiegende Teil ihres Quelltextes inzwischen von Schilde stammte.
Am 3. Januar 2008 trafen sich die drei Webmaster in Paris und einigten sich darauf, die Seiten wieder zusammenzuführen und in Belgien einen gemeinnützigen Verein namens European Association of EuroBillTrackers als eingetragenen Besitzer von Domain, Website und Datenbank zu gründen, auf den das geistige Eigentum an Eurobilltracker übertragen wurde. Seit 12. Januar 2008 sind die Datenbanken beider Seiten wieder zusammengeführt und enthalten keine Werbung. Beide Domains verweisen auf denselben Server.